# Hajógyár

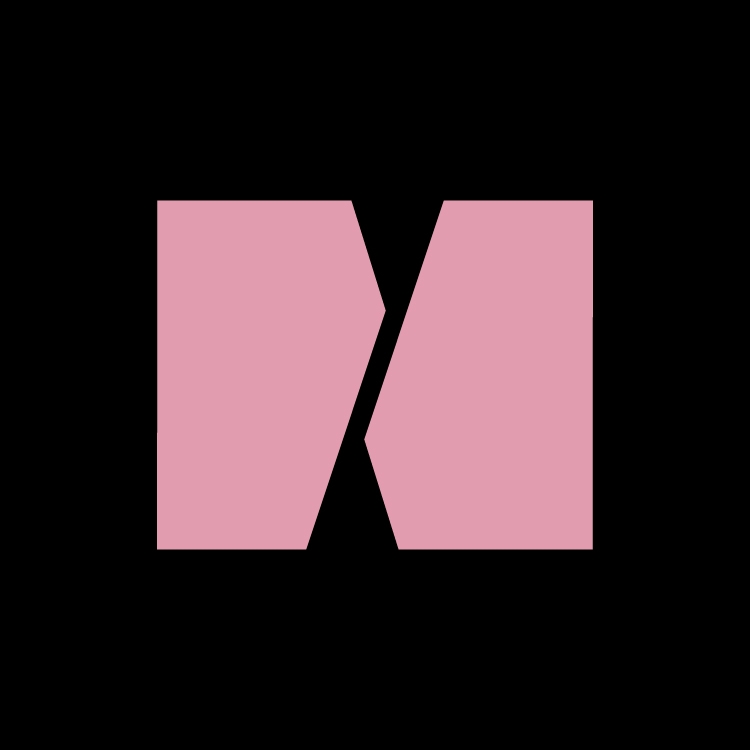
A Hajógyár logója

A Hajógyár a hazai könnyűzenei és popkulturális szcéna gyűjtőfelülete, megmutatkozási lehetőség a hazai alkotók számára, és tér a közönséggel való találkozásra. Mindez létrejön online formában a hajogyar.hu multimédiás platformon és offline a Petőfi Kulturális Ügynökség Könnyűzenei Igazgatóságának szakmai programjai révén. A Hajógyár kreatív csapatának fő küldetése, hogy egy közös, interaktív platformra gyűjtse a magyar kortárs kultúra értékteremtő alkotóit azzal a közönséggel, amelynek tagjai már online vizuális és audiócsatornákon fogyasztanak médiatartalmakat. Ahogy a Hajógyár szlogenje is mondja: „Megszületett a popkultúra új otthona.”

## Online formái

### Közösségi média
Online, a folyamatosan frissülő videós csatorna eddig több mint 300 műsorban mutatta be a hazai könnyűzene különböző jelenségeit, a szakmai oktatóvideóktól a live acteken át a kulisszabeszélgetésekig. A videókon túl elérhetőek az anyagok podcastekben és szöveges formában egyaránt. A műsorokban több mint 1000 zenész és zeneipari szereplő mutatkozott be, amelyet több mint 4 millióan néztek meg a különböző videómegosztó és social media felületeken. A YouTube-csatorna mellett elérhetőek többek között a Facebookon, az Instagramon és a TikTokon is.
A klasszikus portrék és interjúműsorok mellett a Hajógyár gasztronómiai, turisztikai ajánlóműsorokkal is rendszeresen jelentkezik, de a felületen olyan tartalmakkal is találkozhatunk, amelyekben az előadók különleges környezetben adják elő dalaikat vagy a dalszerzés folyamatába avatják be a nézőt.

### Carson Coma - A koncertfilm
2022-ben a Carson Comának készített koncertfilmet a Hajógyár állandó stábja legújabb lemezükhöz (Digitális/Analóg). A dokumentum-koncertfilm bekerült a művészmozik országos terjesztésébe.

### Hajógyár x Strand: Legendák
A Hajógyár kiemelkedő programként valósította meg a Strand Fesztivállal együtt a Legendák projektet, melyben egyedülálló koprodukciók születtek a hazai könnyűzene nagy öregjei és a mainstream ikonok közreműködésével.

## Offline formái

### Hajógyár x A38 sorozat
Offline a Petőfi Kulturális Ügynökség Könnyűzenei Igazgatóságának pályázatai és szakmai programjai révén valósul meg minden kedden összművészeti crossover eseményekkel az A38 Hajó gyomrában; melynek fő célkitűzése, hogy elősegítse a kortárs művészek közötti együttműködést és a koprodukciók által összekapcsolja, közelebb hozza egymáshoz az egyes művészeti ágak közönségét. Mindez négy különböző műsorral, a zene és más művészeti ágak kapcsolódása mentén jön létre - ezek a zene x szöveg, zene x látvány, zene x színház, illetve a zene x mozgás.

### Fesztiváljelenlét
Hangsúlyos fesztiváljelenléttel is rendelkeznek, amelynek keretében több mint 250 fiatal tehetséges zenekar lépett fel a Hajógyár színpadokon a hat legfontosabb hazai fesztiválon. A Hajógyár Petőfi Színpad összesen 36 napon át tartó, több mint 200 programot kínáló fesztiváljelenléte több tucat zenei szakember bevonásával valósult meg.

### Szakmai együttműködések
Szakmailag a Petőfi Nagylemez mentorprogrammal, a Kárpát-medencei Zeneipari Találkozóval, zeneipari kutatásokkal, fontos zeneipari szakmai szervezetekkel való együttműködésekkel - mint például a Klipszemle, BUSH vagy a Music Hungary - támogatják a zeneipart. Emellett 2022-ben a Hajógyár x 06. Magyar Klipszemle közös szervezésben biztosított lehetőséget arra, hogy az elmúlt év magyar kliptermésének legkiemelkedőbb alkotásait széles vásznon élvezhesse a szakma és a közönség. Ezen felül a Hajógyár kiemelten foglalkozik az induló előadók támogatásával, a könnyűzenei exporttal, illetve a nép- és világzene népszerűsítésével.